# Canadian Tire Motorsport Park
Canadian Tire Motorsport Park (anteriormente:Mosport Park y Mosport International Raceway) es un autódromo situado en Bowmanville, provincia de Ontario, Canadá, 75 km al noreste del centro de la ciudad de Toronto. Mosport se construyó a fines de la década de 1950 y albergó la primera carrera en 1961. Desde 1998 hasta 2011 perteneció a Panoz; a partir de entonces es propiedad de Canadian Motorsport Ventures.

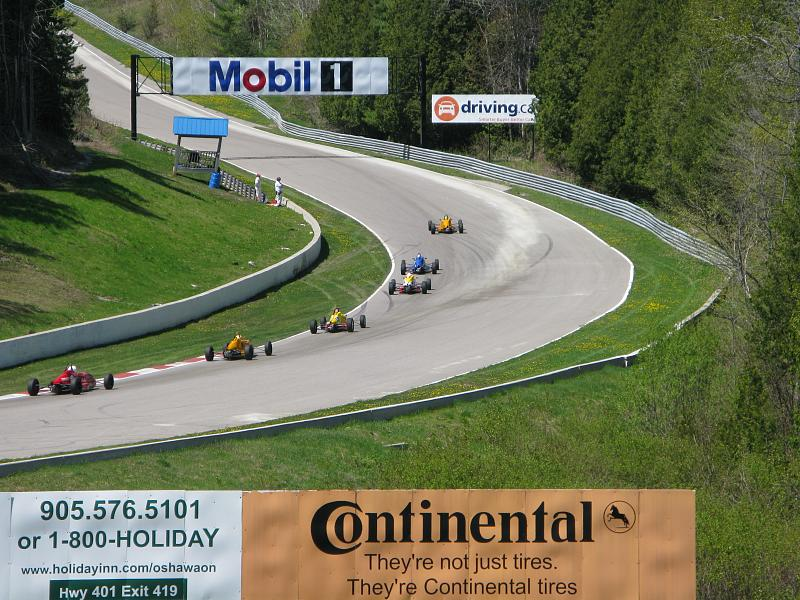
Los coches de la Fórmula Ford de Ontario subiendo la colina de Mosport.

Las instalaciones incluyen un circuito mixto asfaltado de 3,957 metros o 2.459 millas de extensión, un óvalo asfaltado de media milla (800 metros), un circuito de 2400 metros para clases de conducción avanzada, y un circuito de karts de 1,400 metros. El trazado principal se ha mantenido prácticamente sin cambios a lo largo de las décadas.
Mosport Park ha recibido a numerosas categorías de automovilismo de velocidad y motociclismo de velocidad, tales como el Gran Premio de Canadá de Fórmula 1, el Campeonato Mundial de Motociclismo, el Campeonato Mundial de Resistencia, el Campeonato Nacional del USAC, la Fórmula 5000 Estadounidense, la CanAm, el Campeonato IMSA GT, el Campeonato de Estados Unidos de Fórmula 4 y la American Le Mans Series.

## Resultados

### Fórmula 1
| Año  | Piloto             | Constructor   | Fecha            | Resultados |
| ---- | ------------------ | ------------- | ---------------- | ---------- |
| 1967 | Jack Brabham       | Brabham-Repco | 27 de agosto     | Resultados |
| 1969 | Jacky Ickx         | Brabham-Ford  | 20 de septiembre | Resultados |
| 1971 | Jackie Stewart     | Tyrrell-Ford  | 19 de septiembre | Resultados |
| 1972 | Jackie Stewart     | Tyrrell-Ford  | 19 de septiembre | Resultados |
| 1973 | Peter Revson       | McLaren-Ford  | 23 de septiembre | Resultados |
| 1974 | Emerson Fittipaldi | McLaren-Ford  | 22 de septiembre | Resultados |
| 1976 | James Hunt         | McLaren-Ford  | 3 de octubre     | Resultados |
| 1977 | Jody Scheckter     | Wolf-Ford     | 9 de octubre     | Resultados |

### Campeonato Mundial de Motociclismo
| Año  | 125 cc   | 125 cc | 250 cc        | 250 cc | 500 cc        | 500 cc |
| Año  | Piloto   | Marca  | Piloto        | Marca  | Piloto        | Marca  |
| ---- | -------- | ------ | ------------- | ------ | ------------- | ------ |
| 1967 | Bill Ivy | Yamaha | Mike Hailwood | Honda  | Mike Hailwood | Honda  |

### Campeonato Nacional del USAC
| Año  | Piloto                       | Automóvil         |
| ---- | ---------------------------- | ----------------- |
| 1967 | Bobby Unser (ambas carreras) | Eagle Ford        |
| 1968 | Dan Gurney (ambas carreras)  | Eagle Ford        |
| 1977 | A. J. Foyt                   | Coyote Fooy       |
| 1978 | Danny Ongais                 | Parnelli Cosworth |

### NASCAR Truck Series
| Año  | Piloto               | Equipo          | Marca     |
| ---- | -------------------- | --------------- | --------- |
| 2013 | Chase Elliott        | Hendrick        | Chevrolet |
| 2014 | Ryan Blaney          | Brad Keselowski | Ford      |
| 2015 | Erik Jones           | Kyle Busch      | Toyota    |
| 2016 | John Hunter Nemechek | Joe Nemechek    | Chevrolet |
| 2017 | Austin Cindric       | Brad Keselowski | Ford      |
| 2018 | Justin Haley         | GMS Racing      | Chevrolet |
| 2019 | Brett Moffitt        | GMS Racing      | Chevrolet |